# Agent Fresco
Agent Fresco est un groupe de rock et de metal islandais formé en 2008.

## Historique
Agent Fresco se forme en 2008 et remporte la même année à Reykjavik le concours Músíktilraunir. Leur premier EP, Lightbulb Universe, se voit également récompensé d'un prix Kraumur (en).
Leur premier album studio, A Long Time Listening, sort en 2010. Un second, Destrier, sort en 2015. Fin 2016, Agent Fresco et le groupe danois Vola accompagnent Katatonia dans sa tournée européenne pour l'album The Fall of Hearts.

## Membres
- Arnór Dan Arnarson : chant
- Hrafnkell Örn Guðjónsson : batterie
- Vignir Rafn Hilmarsson : basse
- Þórarinn Guðnason : guitare, piano

## Discographie

### Albums studio
- 2010 : A Long Time Listening
- 2015 : Destrier

### EPs
- 2008 : Lightbulb Universe